# Laski, Hạt Białogard
Laski (phát âm tiếng Ba Lan: [ˈlaskʲi]; trước đây là tiếng Đức: Latzig) là một ngôi làng thuộc khu hành chính của Gmina Białogard, thuộc quận Białogard, West Pomeranian Voivodeship, ở phía tây bắc Ba Lan. Nó nằm khoảng 8 kilômét (5 mi) về phía tây nam của Białogard và 106 km (66 mi) về phía đông bắc của thủ đô khu vực Szczecin.
Trước năm 1945, khu vực này là một phần của Đức. Đối với lịch sử của khu vực, xem Lịch sử của Pomerania.
Ngôi làng có dân số 140 người.